# Adam Penkalla
Adam Roman Penkalla (ur. 17 listopada 1944 w Ostrowcu Świętokrzyskim, zm. 24 lipca 2003 w Radomiu) – polski historyk i archiwista, dziennikarz pedagog.

## Życiorys
Urodził się w rodzinie inteligenckiej Ludwika i Maria z domu Lipy. W rodzinnym Ostrowcu Świętokrzyskim ukończył szkołę podstawową i liceum ogólnokształcące.
Absolwent historii Katolickiego Uniwersytetu Lubelskiego (1968) oraz uczeń prof. Jerzego Kłoczowskiego u którego napisał pracę magisterską pt. Reforma duchowieństwa świeckiego w raportach nuncjusza apostolskiego Jana Andrzeja Caligariego (1578–1581).. W latach 1968–1972 był pracownikiem Katedry Historii Kultury Polskiej w Sekcji Historii Katolickiego Uniwersytetu Lubelskiego Jana Pawła II. W 1969 przebywał na stypendium naukowym na uniwersytetach w Groningen i Louvain. Od 1972 pracował w Kielcach, początkowo jako dziennikarz "Słowa Powszechnego". W 1974 ukończył studia podyplomowe z zakresu dziennikarstwa na Uniwersytecie Jagiellońskim pracą dyplomową Dziennikarz historykiem czasu krótkiego.  W latach 1975–1976 był pracownikiem Archiwum Państwowego w Kielcach, w oddziale gromadzącym zbiory po 1945.
Od 1976 pracował w Oddziale w Kielcach Państwowego Przedsiębiorstwa Pracownie Konserwacji Zabytków (przekształconego w Pracownię Konserwacji Zabytków w Kielcach), pocz. na stanowisku starszego konsultanta w Pracowni Naukowo-Historycznej, a od 1991 – głównego specjalisty w Pracowni Historyczno-Etnograficznej. W l. 1988–93 pełnił także obowiązki kierownika działu w Biurze Badań i Konserwacji Zabytków w Radomiu. W ramach pracy w PKZ w ramach stypendium naukowego prowadził badania stanu i dokumentacji tamtejszych zabytków żydowskich (1983). Odbył także staż w École Pratique des Hautes Études w Paryżu (1987). W l. 1989–90 podczas pobytu w Rydze prowadził poszukiwania dokumentacji historycznej Konwentu Świętego Ducha, restaurowanego wówczas przez PKZ. Do 2002 współpracował ze służbą ochrony zabytków w Radomiu. Był także członkiem zespołu który opracował Studium historyczno-urbanistyczne śródmieścia Radomia (1998) wykonanego dla Miejskiej Pracowni Urbanistycznej w Radomiu. Począwszy od 1985 uczestniczył w pracach Radomskiego Towarzystwa Naukowego, inspirator i organizator wielu sesji naukowych, okresowo pełnił też funkcję przewodniczącego Sądu Koleżeńskiego.
Doktorat pt. Ludność żydowska na Kielecczyźnie w połowie XIX wieku (1815–1862) obronił w 1984 w Instytucie Historii Polskiej Akademii Nauk w Warszawie. Promotorem pracy był prof. Artur Eisenbach. Od 1992 do śmierci pracował jako adiunkt w Instytucie Historii Akademii Świętokrzyskiej obecnie Uniwersytetu Jana Kochanowskiego w Kielcach. Prowadził też zajęcia na Politechnice Radomskiej. Od 1993 przygotowywał  rozprawę habilitacyjną Asymilacja i akulturyzacja ludności żydowskiej mieszkającej na terenie guberni radomskiej w latach 1867–1914. Zajmował się historią społeczno-gospodarczą ludności żydowskiej na ziemiach polskich w XIX i XX wieku a także inwentaryzacją zabytkowych cmentarzy żydowskich i zabytków kultury judaistycznej.
Członek Polskiego Towarzystwa Studiów Żydowskich, Polskiego Towarzystwa Historycznego, Towarzystwa Przyjaźni Polsko-Izraelskiej, Stowarzyszenia Historyków Sztuki, Społecznego Komitetu Opieki nad Cmentarzami i Zabytkami Kultury Żydowskiej w Polsce, Radomskiego Towarzystwa Naukowego, Kieleckiego Towarzystwa Naukowego oraz Towarzystwa Inicjatyw Kulturalnych im. C.K. Norwida. Był także członkiem korespondentem Obscestva „Evrejskoe nasledie” w Moskwie i Towarzystwa Studiów Żydowskich w Krakowie oraz International Survey of Jewish Monuments Jewish Heritage Research Center w Syracuse (USA). W zakresie badań nad historią Żydów, a w szczególności nad źródłami archiwalnymi, współpracował z Żydowskim Instytutem Historycznym, Centre d`Etudes Juives Studies (Francja), Department of Eastern and Judaica Studies (USA), Institute for Polish-Jewish Studies (Wielka Brytania), The Central Archives for the History of the Jewish People (Izrael), Yad Vashem The Holocaust Martyrs and Heroes Remembrance Authority (Izrael), The United States Holocaust Memorial Museum (USA). Uczestniczył także w pracach związanych z organizacją Muzeum Historii Żydów Polskich Polin w Warszawie.
Od 1978 ożeniony z  nauczycielką Dorotą (1949–2020). Mieli syna Dawida (ur. 1979), z zawodu informatyka, zapalonego alpinistę. Zmarł nagle w wyniku szybko postępującej choroby. Pochowany wraz z żoną na Cmentarzu Komunalnym w Radomiu.

## Wybrane publikacje
- Kwestia żydowska w Polsce w dobie Sejmu Wielkiego, „Więź”, 1967, nr 11–12, s. 130–147
- Żydowskie kolonie rolnicze w guberni radomskiej w połowie XIX wieku, "Kieleckie Studia Historyczne", 1977, t. 1
- Synagoga w Chmielniku, "Fołks-Sztyme", 1980, nr 46, s. 11,
- Inwentaryzacja cmentarzy żydowskich na terenie Polski, „Kwartalnik Historii Kultury Materialnej” 1982, nr 1, s. 163–164;
- Mauzoleum Legionistów w Laskach, „Biuletyn Radomskiego Towarzystwa Naukowego” 1985, t. 22, s. 34–36
- Struktura zamożności Żydów opatowskiego dozoru bożniczego w połowie XIX wieku, w: Opatów. Materiały z sesji 700-lecia miasta, pod red. Feliksa Kiryka, Sandomierz 1988
- Problemy ewidencji i ochrony cmentarzy żydowskich na terenie województw kieleckiego, radomskiego i tarnobrzeskiego, „Rocznik Przedsiębiorstwa Państwowego Pracownie Konserwacji Zabytków ” 1985, nr 1, s. 66–80
- Walor cmentarzy żydowskich, „Biuletyn Radomskiego Towarzystwa Naukowego” 1985, t. 22, nr 3–4, s. 119-132
- Żydowskie ślady w województwie radomskim, „Radomir” 1987, nr 5, s. 19–24;
- The Socio-Kultural Integration of the Jewis population in the Province of Radom 1815-1862, "Polin. A Journal of Polish-Jews Studies", t. 3, 1988
- Gmina i cmentarz żydowski w Szydłowcu, "Ochrona Zabytków" nr 42/2 (165), 1989, s. 128–140 Bazhum – wersja elektroniczna
- The „Przytyk Incidents” of 9 March 1936 from Archival Documents, „Polin”. Vol. 5: 1990 s. 327–359.
- Żydzi na terenie guberni radomskiej w latach 1815–1862, Radom 1991.
- Żydowskie ślady w województwie kieleckim i radomskim, Radom 1992.
- (współautor Jerzy Szczepański), Katalog rysunków architektonicznych z akt Dyrekcji Ubezpieczeń w Wojewódzkim Archiwum Państwowym w Kielcach, Warszawa 1993
- Żydowskie ugrupowania i stronnictwa polityczne w Polsce (I półrocze 1925), „Biuletyn Żydowskiego Instytutu Historycznego w Polsce" 1993, nr 1/2 (165/166), s. 119–120
- (współautor Jürgen Hensel), Cmentarze I wojny światowej w województwie radomskim, Radom 1994
- Akta personalne rabinów guberni radomskiej z lat 1867-1914, „Biuletyn Żydowskiego Instytutu Historycznego w Polsce”, 1994, R. 45, nr 1–3 s. 141-150
- Z problematyki zmiany wyznania wśród Żydów na terenie guberni radomskiej w latach 1867–1914, w: „Naród i religia”. Materiały z sesji naukowej, red. Tadeusz Stegner, Warszawa 1994;
- Problematyka konserwatorska cmentarzy żydowskich w Kieleckiem i Radomskiem, w: Cmentarze żydowskie. Studia z dziejów kultury żydowskiej, pod red. Jerzego Woronczaka, Wrocław 1995
- Źródła do dziejów rabinów w Królestwie Polskim na przykładzie guberni radomskiej, "Studia Kieleckie", 1995, nr. 1, s. 21–26
- Opactwo w Sieciechowie, "Spotkania z zabytkami" nr 11, listopad 1995, s. 20–21
- (współautorzy: Waldemar R. Brociek, Regina Renz), Żydzi ostrowieccy: zarys dziejów, Ostrowiec Świętokrzyski: Muzeum Historyczno-Archeologiczne 1996.
- (współautor Jerzy Szczepański), Rodzina księdza Piotra Ściegiennego w świetle nieznanych źródeł, w: Ksiądz Piotr Ściegienny – epoka, dzieło, pokłosie, red. Wiesław Caban, Kielce 1996, s. 137–141.
- Rabini na terenie guberni radomskiej w XIX wieku (1815-1914). Próba charakterystyki, w: Między Odrą a Dnieprem. Wyznania i narody. red. Tadeusz Stegner, Gdańsk 1997
- Rabbis in the Radom Province in the 19th Century (1815-1914), „Acta Poloniae Historica” t. 76, 1997, s. 78–79
- Żydzi szydłowieccy 1795–1914, [w:] Żydzi szydłowieccy. Materiały z sesji popularnonaukowej 22 lutego 1997 r., red. Jacek Wijaczka, Szydłowiec 1997.
- Opinie o antyżydowskich wystąpieniach w Kielcach w dniach 11 i 12 listopada 1918 r., „Biuletyn Żydowskiego Instytutu Historycznego w Polsce” 1998, nr 3, p. 55–69.
- Cmentarz rzymskokatolicki w Szydłowcu, w: Z dziejów parafii szydłowieckiej. Materiały sesji popularnonaukowej, red. Jacek Wijaczka, Szydłowiec 1998.
- Akta dotyczące Żydów w radomskim Archiwum Państwowym (1815–1950), oprac. Adam Penkalla, Jerusalem: The Central Archives for the History of the Jewish People – Warszawa: Żydowski Instytut Historyczny 1998.
- O rabinach, absolwentach Warszawskiej Szkoły Rabinów, w Christianitas et acttura Europae. Księga jubileuszowa prof. Jerzego Kłoczowskiego, pod red. H. Gapskiego, cz. 1 Lublin 1998
- Nekropolie ewangelickie w Radomskiem,  „Biuletyn Radomskiego Towarzystwa Naukowego” 1999, t. 33,s. 181–192
- "Opis biegu życia" rabinów guberni radomskiej w okresie Królestwa Polskiego, "Kieleckie Studia Historyczne" t. 15, 1999, s. 169–182
- Cmentarz prawosławny w Radomiu, „Biuletyn Radomskiego Towarzystwa Naukowego” 2000, t. 35, s. 27–35
- Poles and Jews in the Kielce Region and Radom, April 1945–February 1946, "Polin" Studies in Polish Jewry Volume 13 – Focusing on the Holocaust and its Aftermath, edited by Antony Polonsky, 2000, pp. 236–252
- (redakcja) ...et quorum pars magna fui... : księga pamiątkowa poświęcona profesorowi Zbigniewowi Janowi Góralskiemu, pod red. Wojciecha Kalwata i Adama Penkalli, Kielce: Wydaw. Akademii Świętokrzyskiej 2003.
- Władze o obecności Żydów na terenie Kielecczyzny w okresie od wkroczenia Armii Czerwonej do pogromu kieleckiego, "Kwartalnik Historii Żydów Polskich" t. 208, 2003, s. 557–578
- Zespół zamkowy w Radomiu, „Biuletyn Radomskiego Towarzystwa Naukowego” 2004, t. 39, s. 59–74
- (współautorzy: Jerzy Z. Pająk, Jerzy Szczepański) Słownik biograficzny XIX wieku, Toruń: Wydawnictwo Adam Marszałek 2005.
- (współautor Wojciech Stan) Nekropolie Radomia, Radom 2008
- Był również autorem biogramów w Świętokrzyskim Słowniku Biograficznym, t. 2, red. Jerzy Szczepański, Kielce 2009

Pełna bibliografia prac Adama Penkalii – Zbigniew Bednarek, Bibliografia prac doktora Adama Penkalli z lat 1967–2005, w: Czas daleki, czas bliski, red. Jerzy Szczepański, Kielce 2007 s. 11–19.

## Odznaczony i wyróżniony
- Srebrny Krzyż Zasługi (1988)
- odznaka „Za Opiekę nad Zabytkami” (1985)
- Odznaka „Zasłużony Działacz Kultury” (1986)
- nagroda Generalnego Konserwatora Zabytków za dokumentację konserwatorską cmentarza żyd. w Przytyku (1984),
- dyplom uznania „Za zasługi dla ochrony zabytków kultury żydowskiej w Polsce” przyznany przez ambasadora Izraela w Polsce Yigala Antebi (1998).